# Roman Beresowski
Roman Anatoljewitsch Beresowski (russisch Роман Анатольевич Березовский / Roman Anatol'evič Berezovskij, armenisch Ռոման Բերեզովսկի; * 5. August 1974 in Jerewan, Armenische SSR, Sowjetunion) ist ein ehemaliger armenischer Fußballspieler ukrainischer Herkunft.

## Klub-Karriere
Beresowski begann seine Profi-Laufbahn 1991, noch zu Zeiten der Sowjetunion, in dem zweitklassigen Klub Koschkagorz Jerewan. Die erste armenische Meisterschaftssaison begann er bei Schengawit Jerewan und beendete sie bei Sjunik Kapan. Die Kriegssituation an der Grenze zu Aserbaidschan veranlasste ihn, 1993 in Sankt Petersburg seine Chance zu suchen, wo er zunächst bei Sputnik-Kirowez Sankt Petersburg eine Saison spielte. In der nächsten Saison kam Beresowski zu Zenit St. Petersburg. Da er aber dort nur in 5 Spielen eingesetzt wurde, lieh ihn der Klub 1995 wegen mangelnder Spielpraxis an Saturn-1991 St. Petersburg aus. Doch auch dort spielte er nur drei Spiele.
Nach der Rückkehr zu Zenit St. Petersburg verbrachte Beresowski dort die besten Jahre seiner Karriere. In den fünf Jahren im Sankt-Petersburger Club ließ er in 118 Spielen nur 110 Tore zu. 1997 zeichnete ihn die Zeitung „Sport-Express“ als „Besten Torwart der russischen Meisterschaft“ aus. 1999 gewann er mit seinem Verein den Russischen Fußballpokal. Beresowski belegte in diesem Jahr in der Liste der 33 besten Spieler in der russischen Meisterschaft den 3. Platz bei den Torleuten.
1999 begann bei Zenit St. Petersburg der aus der Stadt stammende Wjatscheslaw Malafejew als Torwart. Als Beresowski wegen Beleidigung eines Schiedsrichters gesperrt war, hatte Malafejew sein Debüt. Allerdings hatte dieser gegen Beresowski keine Chancen, die Nummer eins zu werden.
2001 wechselte Beresowski nach Moskau, erst zu Torpedo Moskau und dann zu Dynamo Moskau, in dessen Tor er die nächsten vier Jahre verbrachte. Mit den Hauptstadt-Clubs hat er in den vielen Spielen keine Trophäen gewonnen. 2006 Beresowski ging er zum FK Chimki, gewann mit seinem Verein die Meisterschaft der zweithöchsten Spielklasse Russlands und stieg mit ihm für 3 Jahre in die Premjer-Liga auf. In dieser Zeit erhielt Beresowski vier weitere Würdigungen:
- 3. Platz bei den Torhütern nach der Anzahl der Spiele ohne Gegentreffer in der russischen Meisterschaft;
- erster Platz unter den Torhütern nach der Anzahl der Gegentore in der russischen Meisterschaft;
- Rekordhalter nach der Zahl der gehaltenen Elfmeter im sowjetischen und russischen Fußball.
- Er wurde das 26. Mitglied im Lew-Jaschin-Club: Das Spiel FK Chimki-Amkar Perm (2:0) war sein ein hundertstes Spiel ohne Gegentor.

Am 15. April 2008 wurde zum Mannschaftskapitän des FK Chimki gewählt.
Den letzten Vertrag mit seinem Verein für ein Jahr unterzeichnete Beresowski am 27. Dezember 2010. Mit einem neuen Vertrag am 2. Februar 2012 ging er wieder zu seinem früheren Verein Dynamo Moskau zurück.

## Nationalmannschaft
Roman Beresowski gehört seit seinem Debüt am 31. August 1996 in der Qualifikation für die Fußball-Weltmeisterschaft 1998 zur armenischen Nationalmannschaft. Auf Grund seiner stabilen Leistungen genießt er bei den Fans eine große Popularität.

## Privates
Roman Beresowski ist verheiratet und hat einen Sohn.